# Nawele
Nawele fou el cap d'Oahu, una illa de Hawaii. Nawele fou un dels primers monarques d'Oahu, i fou membre de la dinastia de Maweke, un mag de Tahití.

## Família

### Orígens familiars
Nawele era el fill del príncep Kahokupohakano d'Oʻahu i la seva esposa, Kaumana II i, per tant, un net d'Elepuukahonua i de Hikilena.

### Núpcies
La esposa de Nawele era una senyora anomenada Kalanimoeikawaikai (Kalanimoewaiku, Kalanamowaiku, Kalanimoeikawaikaʻa).
El fill de Nawele i de Kalanimoeikawaikai era el cap Lakona d'Oʻahu, el successor de Nawele.
Nawele era un avantpassat de molts nobles d'Oʻahu.

## Vida política
Després de la mort d'Elepuukahonua (avi patern de Nawele), una persona desconeguda governava sobre Oʻahu, i després de la mort d'aquesta persona, Nawele havia regnat.